# Георгієвське (Калінінградська область)
Георгієвське (рос. Георгиевское) — селище Гур'євського міського округу, Калінінградської області Росії. Входить до складу Храбровського сільського поселення.
Населення — 69 осіб (2015 рік).

## Населення
| 2002 | 2010 |
| ---- | ---- |
| 54   | ↗69  |